# Geração Sampo
| Nome                    | Significado                                               | N.º | "Desistência"          |
| ----------------------- | --------------------------------------------------------- | --- | ---------------------- |
| Sampo sedae             | Geração das três desistências                             | 1   | Namoro                 |
| Sampo sedae             | Geração das três desistências                             | 2   | Casamento              |
| Sampo sedae             | Geração das três desistências                             | 3   | Ter filhos             |
| Opo sedae               | Geração das cinco desistências                            | 4   | Emprego                |
| Opo sedae               | Geração das cinco desistências                            | 5   | Casa própria           |
| Chilpo sedae            | Geração das sete desistências                             | 6   | Relações interpessoais |
| Chilpo sedae            | Geração das sete desistências                             | 7   | Esperança              |
| Gupo sedae              | Geração das nove desistências                             | 8   | Saúde                  |
| Gupo sedae              | Geração das nove desistências                             | 9   | Aparência física       |
| Sippo sedae Wanpo sedae | Geração das dez desistências Geração da desistência total | 10  | Vida                   |

Geração Sampo (hangul: 삼포세대; hanja: 三抛世代; rr: samposedae, "geração das três desistências") é um neologismo na Coreia do Sul que se refere a uma geração que desiste de namorar, se casar e ter filhos. Muitos da geração jovem na Coreia do Sul desistiram dessas três coisas por causa de pressões sociais e problemas econômicos, como aumento do custo de vida, pagamento de mensalidades e escassez de habitação a preços acessíveis. Há também a opo sedae (ou "geração das cinco desistências"), que pega os mesmos três e acrescenta emprego e posse de casa própria. A chilpo sedae ("geração das sete desistências") inclui ainda relações interpessoais e esperança, enquanto a gupo sedae ("geração das nove desistências") se estende à saúde física e à aparência. Finalmente, a sippo sedae ("geração das dez desistências") ou wanpo sedae ("geração da desistência total") culmina na desistência da vida. A geração Sampo é semelhante à geração Satori no Japão.

## Origem
Este termo foi usado pela equipe de relatórios especiais Kyunghyang Shinmun na publicação de 2011 "Talking About the Welfare State". Eles definiram os membros da geração Sampo como aqueles com empregos instáveis, altos pagamentos de empréstimos estudantis, preparações precárias para a relação de emprego, etc., e que adiam o amor, o casamento e ter filhos sem quaisquer planos prospectivos. O relatório argumentou que o fardo de começar uma família na Coreia do Sul era muito alto por causa da preferência do governo em delegar os deveres de bem-estar social às próprias famílias. O surgimento da geração Sampo demonstra que a estrutura da unidade familiar tradicional estava se desintegrando a um ritmo alarmante, de acordo com o relatório. Essa palavra e sua definição se espalharam rapidamente por vários meios de comunicação e pela Internet. O termo significa "geração dos três abandonos " ou "geração das três desistências", referindo-se às três coisas das quais a geração Sampo está desistindo: namoro, casamento e filhos.

## Nova economia do matrimônio
Em relação a este termo, as tendências do casamento na Coreia estão mudando. De acordo com a consultoria matrimonial Duo, mais de 34% das 1 446 mulheres entrevistadas priorizaram a capacidade financeira e o emprego à escolha de um futuro marido, seguidas por 30% dando maior importância à personalidade e 9% à aparência. Na sociedade coreana moderna, estar solteiro se tornou um problema maior do que o desemprego, não porque as pessoas não conseguem encontrar a pessoa certa, mas porque não têm poder econômico para se casar e constituir uma família.

## Pesquisa

### Razões da geração Sampo na Coreia do Sul
| Razões da geração Sampo         | Razões da geração Sampo         | Razões da geração Sampo | Razões da geração Sampo | Razões da geração Sampo |
| ------------------------------- | ------------------------------- | ----------------------- | ----------------------- | ----------------------- |
|                                 |                                 |                         |                         | %                       |
| Não há dinheiro para economizar | Não há dinheiro para economizar |                         | 53,5                    | 53,5                    |
| É difícil mesmo tendo dinheiro  | É difícil mesmo tendo dinheiro  |                         | 42,1                    | 42,1                    |
| É difícil conseguir um emprego  | É difícil conseguir um emprego  |                         | 33,1                    | 33,1                    |
| O salário líquido é baixo       | O salário líquido é baixo       |                         | 32,1                    | 32,1                    |
| Dívida pessoal é alta           | Dívida pessoal é alta           |                         | 16,8                    | 16,8                    |

E também, com exceção de um grupo de proprietários que não desistiriam de nada, foram encontrados quatro tipos de abandono, com incerteza da ordem de 27,36% do total de amostras: 19,92% do tipo atualista, 13,24% do tipo autoabsorvido e 8,70% do tipo suspenso.

## Problemas semelhantes em outros países
- Nos Estados Unidos, muitos Millennials e pessoas do final da Geração X também pertencem à geração Boomerang, geração esta que mora com os pais depois que normalmente seriam considerados velhos o suficiente para viverem por conta própria. Este fenômeno social é causado principalmente por altas taxas de desemprego, juntamente com várias crises econômicas e, por sua vez, muitas crianças Boomerangs adiam o romance e o casamento devido às dificuldades econômicas.[9][10]
- No Japão, a geração de jovens na faixa dos 10 aos 20 anos desde cerca de 2010[11] é chamada de "geração Satori". Eles são semelhantes à "geração Sampo". Normalmente, eles não estão interessados em itens de luxo, viagens ao exterior, dinheiro e carreiras de sucesso.[12]
- Na Europa, existem vários termos e grupos comparáveis à "geração Sampo". Na Grécia, eles são chamados de geração de 700 euros. Estes jovens trabalham frequentemente em empregos temporários e recebem o salário mínimo permitido de 700 euros por mês. O termo começou a aparecer em 2008.[13]
- Na China, um fenômeno popular chamado "Tang ping" descreve a juventude chinesa, que nega-se a suportar pressões sociais, como trabalho duro ou até excesso de trabalho, diminuindo o seu desejo e as suas vontades.[14][15][16][17]